# Micrommatos stephaniae
Micrommatos stephaniae är en tvåvingeart som beskrevs av Quate och Brown 2004. Micrommatos stephaniae ingår i släktet Micrommatos och familjen fjärilsmyggor. Inga underarter finns listade i Catalogue of Life.